# 恩納サイト
恩納サイト（おんなサイト、Onna Site）と嘉手納第4サイト（かでなだいよんサイト、Kadena 4th Site）は沖縄県国頭郡恩納村字谷茶と金武町字屋嘉にあったアメリカ軍のミサイル基地。
返還後は航空自衛隊恩納分屯基地へ移管された。また、嘉手納第四サイトとよばれたメースBミサイル発射基地の跡地は創価学会が取得し、同会の沖縄研修道場に転用されている。

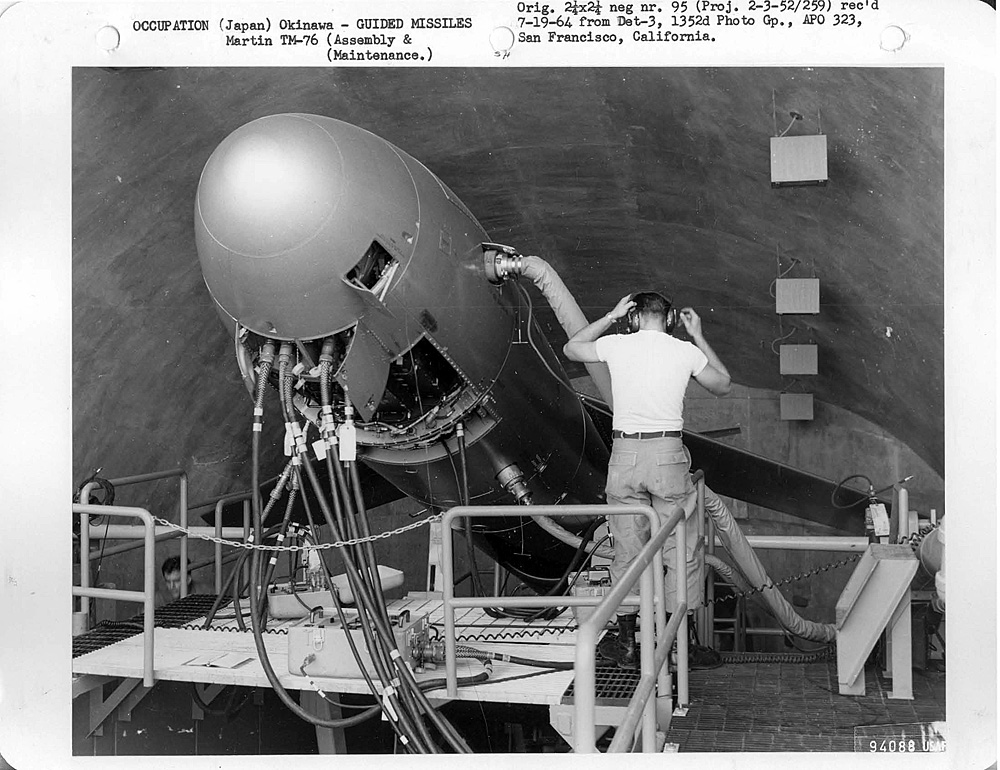
図2: 1962年4月、沖縄の発射基地でメイスB巡航ミサイル整備中の技術者。1メガトンのW28核弾頭を搭載し、ロケットでジェット推進するメイスミサイル。 地下のコンクリートと鋼鉄でできたメイスBの発射施設群は沖縄に数カ所敷設されていた。（NARA アメリカ公文書館）。2016年になってNSAが入手し公開した写真。

## 概要

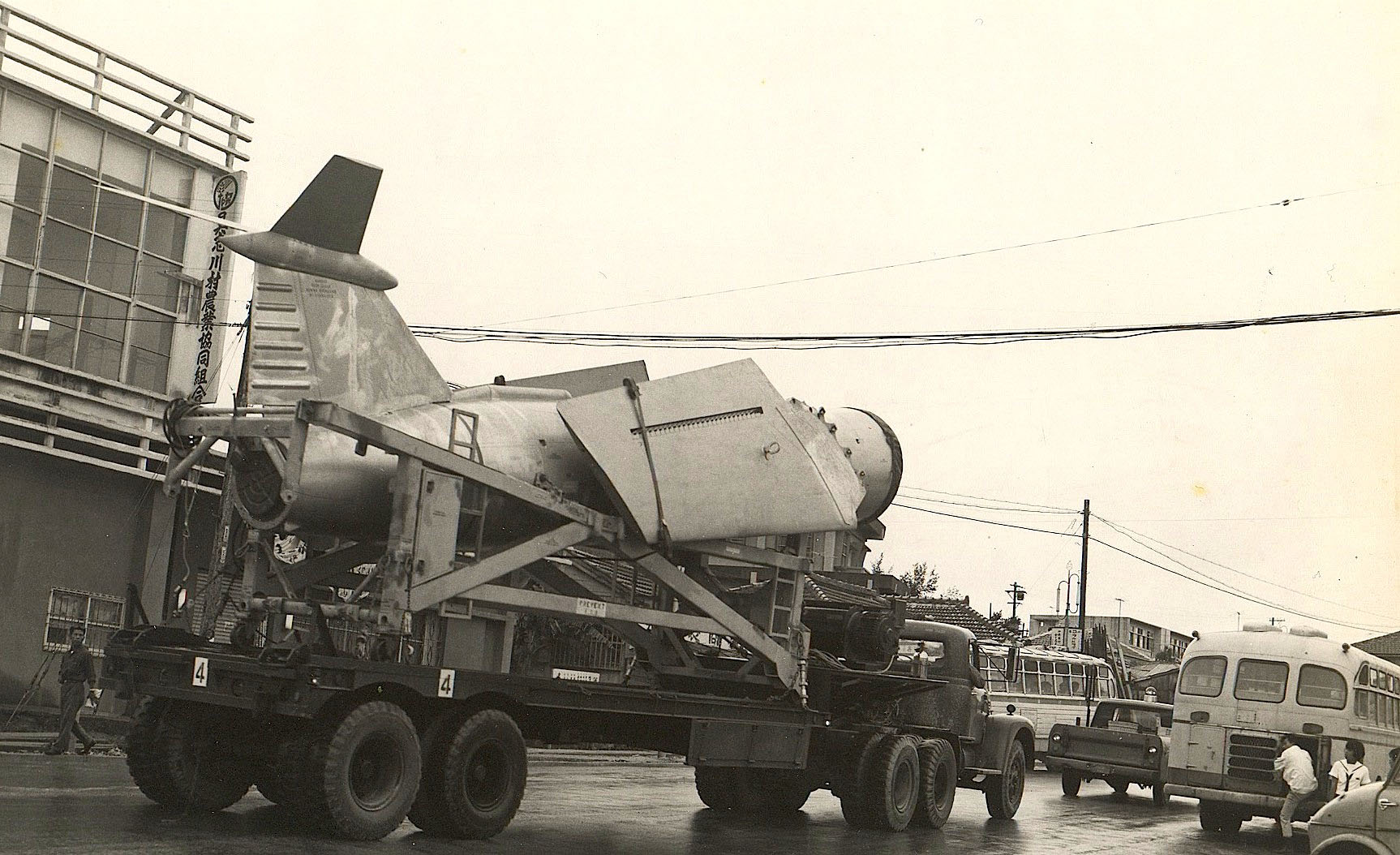
図3: うるま市、具志川村農業協同組合の前の国道をトラックに乗せられて通過するメースB。1960年代。

同施設は、恩納村字恩納を中心に位置する運用地区と、そこから約５㎞離れた石川岳の山頂にあるミサイル基地からなる。
- 恩納村 (252,000㎡) - 字富着、字谷茶、字恩納
- 金武町 (16,000㎡) - 字屋嘉
- 面積：約267,100㎡

## 恩納ポイント陸軍補助施設

### ナイキ「第二サイト」
アメリカ公文書館に残されている1957年7月8日付の記録によると、沖縄で8カ所のナイキミサイル配備が計画されたとある。そのうちの一つが石川岳の頂上にある恩納ポイントの「第二サイト」だった。
|   |           | ナイキ配備                                | 備考                    |
| 1 | 第1サイト | ボロー・ポイント射撃場 （読谷）           | 返還                    |
| 2 | 第2サイト | 恩納ポイント （恩納サイト）               | 空自 恩納分屯基地に移管 |
| 3 | 第3サイト | 石川陸軍補助施設 （天願）                 | 返還                    |
| 4 | 第4サイト | 西原陸軍補助施設 （ホワイト・ビーチ地区） | 返還                    |
| 5 | 第5サイト | 普天間飛行場                              |                         |
| 6 | 第6サイト | 知念第二サイト                            | 空自 知念分屯基地に移管 |
| 7 | 第7サイト | 与座岳サイト                              | 陸自 南与座分屯地に移管 |
| 8 | 第8サイト | 那覇サイト                                | 空自 那覇基地に移管     |

- 1953年4月 - 使用開始。
- 1959年 - 米陸軍第30防空砲兵旅団が「恩納ポイント陸軍補助施設」として使用。ナイキ・ハーキュリーズの「第二サイト」基地であった。
- 1972年5月15日 - 復帰に伴い「恩納サイト」と名称が変更される。

### 空自 恩名分屯基地へ
- 1973年 - 267,000㎡が米陸軍より自衛隊に移管され、10月16日、航空自衛隊第５高射群第19高射隊が新編される。
- 1975年6月30日 - 全面返還され、航空自衛隊那覇基地恩納高射教育訓練場（恩納分屯基地）へと移管される[1]。

米軍と同様、海岸に近い庁舎のある運用地区と、石川岳山頂の通信地区からなる。現在はナイキは引退し、地対空ミサイルパトリオットが配備されている。

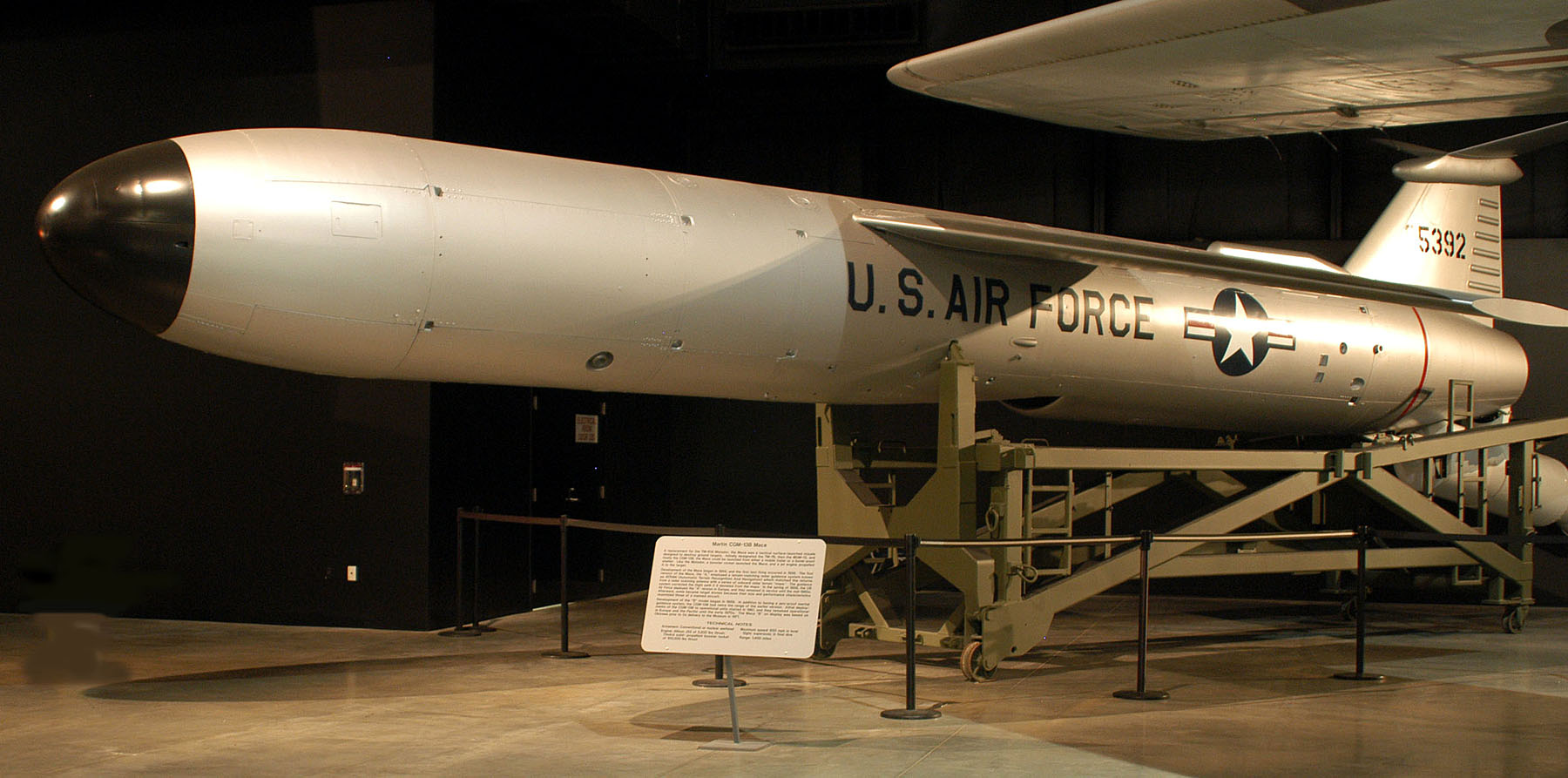
国立アメリカ空軍博物館に展示されている CGM-13B は、1971年まで実際に沖縄に配備されていたもの。

## 嘉手納第四サイト

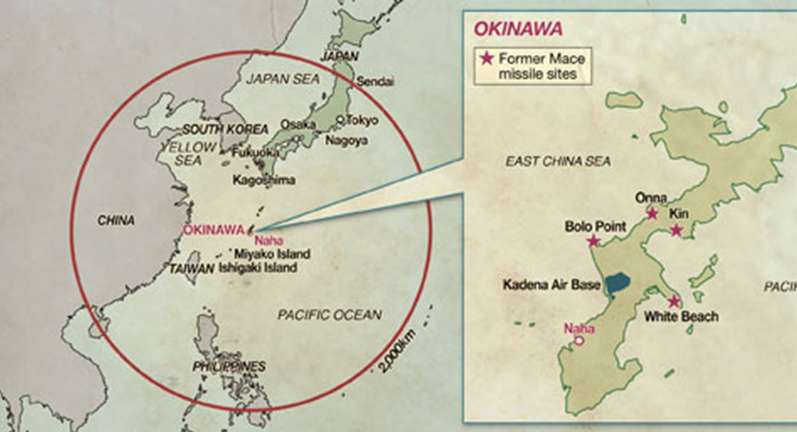
図1: 1960年代、沖縄の恩納村、読谷村、勝連町、金武町にそれぞれメースB核ミサイル発射台が配備されていた。

### メースB基地
核弾頭（マーク28）を搭載した巡航ミサイル「メースB」の射程はおよそ2400キロメートルで、旧ソ連の一部と中国大陸沿岸に位置する都市の大多数がその射程に入る。W28核弾頭の威力は1メガトンで、広島型原爆（15キロトン）のおよそ70倍の威力を持っていたといわれる。恩納サイトに並ぶ8つの六角形の格納庫は、中国及びソ連に向いた核ミサイル発射口だった。
嘉手納基地を拠点とする第5空軍第498戦術ミサイル群 (498th Tactical Missile Group) の管理下で、以下の四カ所での配備が行われた。それぞれに8基のメースが装備されているため、合計で32のメースが沖縄に配備されていたことになる。
|   | メース基地      | 場所                   | 備考       |
| 1 | 嘉手納第1サイト | ボロー・ポイント射撃場 | 読谷村     |
| 2 | 嘉手納第2サイト | ホワイト・ビーチ地区   | 現うるま市 |
| 3 | 嘉手納第3サイト | ギンバル訓練場         | 金武町     |
| 4 | 嘉手納第4サイト | 恩納サイト             | 恩納村     |

2017年9月放送のNHKスペシャル『スクープドキュメント 沖縄と核』では、丹念に情報公開法で公文書を検証し、県民の知らない間に島全体が核の基地と訓練場にされていた沖縄の実態を明らかにした。冷戦時代、沖縄にメースも含め1300発もの核兵器があったと言われている。
- 1965年 - 81,000㎡の土地を強制接収。核ミサイルメースBの発射台が建設され、核弾頭を備えたメースBの発射台として使用された。極東の戦略上の転換と沖縄の返還に伴い、1970年頃からその機能を事実上停止していた。

### 創価学会施設への転用

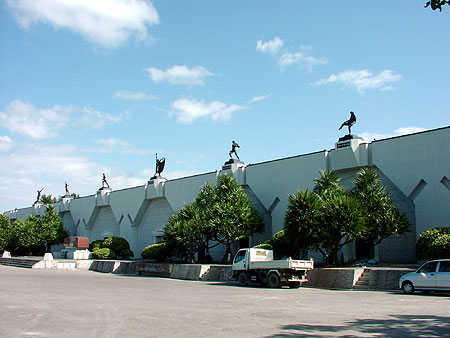
沖縄池田平和記念館附属展示室は一般市民にも公開されている。

1970年代には、巨大なコンクリートのバンカーを必要とする固定式のメースBは防空戦略上時代遅れの巨大な遺物となり、すでにその機能は実質的に停止していた。米軍は基地を返還しても原状回復義務を負わないので、日本側が処理することになる。返還された最後のメースのバンカーは、2011年のギンバル訓練場のものであるが、総額約1億5千万円の費用をかけて解体された。
米軍占領時代の負の遺産として、跡形もなく取り壊されてきたミサイル基地の中で唯一現存しているメース基地が、宗教団体の創価学会が所有することになった恩納サイトである。
- 1972年 - 沖縄返還に伴い返還される[8]。
- 1977年 - 創価学会が跡地を購入し、沖縄研修道場を建設。
- 1984年 - 創価学会名誉会長・池田大作（同会第3代会長）が解体されないまま残っていた核ミサイル発射基地の改修を提案。

池田は著作『人間革命』で「核兵器や基地を沖縄に背負わせるとするならば、かつて沖縄を本土決戦の“捨て石”にしたことと同様の裏切り」と記し、過去の歴史の負の遺産をメモリアルとして残すことを提案した。こうして、沖縄研修道場の構成施設として「世界平和の碑」と「沖縄池田平和記念館附属展示室」を建設。発射台内部の形状を保存展示し、一般公開している。ゆえに、創価学会を支持母体にしている公明党は、かつては沖縄の在日米軍基地の県外移設を公約にかかげていた。

## 基地汚染
2002年、米軍から恩納サイトを引き継いだ恩納分屯基地からPCBを含んだ汚泥のドラム缶1036本216トンが発見された。恩納分屯基地には、1996年3月19日、米軍の恩納通信所の解体工事中に発見されたPCBや水銀、カドミウム、鉛、ヒ素等、104トンを一時的に受け入れ保管しており、膨大な基地有毒物質の保管場所となった。米海兵隊基地跡地から見つかったものとあわせ、PCB含有汚泥管理のための保管庫の設置等費用として、2010年までの時点で合計で約2億1800万円の費用がかかっていたことが明らかになった。
2013年、航空自衛隊は恩納分屯地で保管していたPCBなどを福島県内の処理施設で処分するため、搬出作業を始めた。